# Misumenops rapaensis
Misumenops rapaensis là một loài nhện trong họ Thomisidae.
Loài này thuộc chi Misumenops. Misumenops rapaensis được Lucien Berland miêu tả năm 1934.